# Newcastle, Wicklow
Newcastle (iriska: An Caisleán Nua) är en ort i republiken Irland.   Den ligger i grevskapet Wicklow och provinsen Leinster, i den östra delen av landet, 30 km söder om huvudstaden Dublin. Newcastle ligger 17 meter över havet och antalet invånare är 951.
Terrängen runt Newcastle är varierad. Havet är nära Newcastle österut.Runt Newcastle är det ganska tätbefolkat, med 75 invånare per kvadratkilometer. Närmaste större samhälle är Kilquade, 3,5 km norr om Newcastle. Trakten runt Newcastle består i huvudsak av gräsmarker.